# Championnat de Finlande de football 1971
Navigation
Saison précédente Saison suivante
La saison 1971 du Championnat de Finlande de football était la 42e édition de la première division finlandaise à poule unique, la Mestaruussarja. Les quatorze meilleurs clubs du pays jouent les uns contre les autres à deux reprises durant la saison, à domicile et à l'extérieur. À la fin de la compétition, pour permettre le passage du championnat de 14 à 12 équipes, les 3 derniers du classement sont relégués tandis que le 11e dispute une poule de promotion-relégation avec les 3 meilleurs clubs d'Ykkonen, la deuxième division finlandaise, afin de connaître les 2 derniers clubs qualifiés pour la saison prochaine.
Cette saison voit le sacre du TPS Turku, qui termine en tête du classement final avec un seul point d'avance sur le duo HIFK-KPV Kokkola. Le tenant du titre, le Reipas Lahti termine en bas de tableau, à la 9e place, à 11 points du TPS, qui remporte là le 6e titre de champion de Finlande de son histoire.

## Les 14 clubs participants
| - IKissat Tampere - Kuusysi Lahti - KPV Kokkola - OTP Oulu - Promu de Ykkonen - MP Mikkeli - MiPK Mikkeli - Promu de Ykkonen - VPS Vaasa - Promu de Ykkonen | - HJK Helsinki - HIFK - Haka Valkeakoski - TPS Turku - KuPS Kuopio - Reipas Lahti - TPV Tampere - Promu de Ykkonen |

## Compétition

### Classement
Le barème de points servant à établir le classement se décompose ainsi :
- Victoire : 2 points
- Match nul : 1 point
- Défaite : 0 point

| Rang | Équipe           | Pts | J  | G  | N  | P  | Bp | Bc | Diff |
| ---- | ---------------- | --- | -- | -- | -- | -- | -- | -- | ---- |
| 1    | TPS Turku        | 34  | 26 | 13 | 8  | 5  | 53 | 25 | +28  |
| 2    | HIFK             | 33  | 26 | 11 | 11 | 4  | 45 | 29 | +16  |
| 3    | KPV Kokkola      | 33  | 26 | 13 | 7  | 6  | 37 | 22 | +15  |
| 4    | HJK Helsinki     | 31  | 26 | 10 | 11 | 5  | 46 | 32 | +14  |
| 5    | MP Mikkeli C     | 30  | 26 | 10 | 10 | 6  | 45 | 30 | +15  |
| 6    | Kuusysi Lahti    | 29  | 26 | 10 | 9  | 7  | 40 | 29 | +11  |
| 7    | KuPS Kuopio      | 27  | 26 | 11 | 5  | 10 | 45 | 34 | +11  |
| 8    | Haka Valkeakoski | 26  | 26 | 11 | 4  | 11 | 42 | 50 | -8   |
| 9    | Reipas Lahti T   | 23  | 26 | 9  | 5  | 12 | 42 | 40 | +2   |
| 10   | VPS Vaasa P      | 23  | 26 | 9  | 5  | 12 | 22 | 39 | -17  |
| 11   | TPV Tampere P    | 21  | 26 | 9  | 3  | 14 | 34 | 52 | -18  |
| 12   | OTP Oulu P       | 20  | 26 | 7  | 6  | 13 | 31 | 51 | -20  |
| 13   | MiPK Mikkeli P   | 18  | 26 | 5  | 8  | 13 | 27 | 52 | -25  |
| 14   | IKissat Tampere  | 16  | 26 | 5  | 6  | 15 | 28 | 52 | -24  |

|  | Qualification pour la Coupe d'Europe des clubs champions 1972-1973                      |
|  | Qualification pour la Coupe des Coupes 1972-1973                                        |
|  | Qualification pour la Coupe UEFA 1972-1973                                              |
|  | Participation à la poule de promotion-relégation                                        |
|  | Relégation en deuxième division                                                         |
|  | T Tenant du titre C Vainqueur de la Coupe de Finlande P Club promu de deuxième division |

### Matchs

#### Poule de promotion-relégation
Le 11e de première division, le TPV Tampere, retrouve les 3 premiers de Ykkonen au sein d'une poule où les 4 équipes s'affrontent deux fois, à domicile et à l'extérieur. Les 2 premiers du classement final joueront en Mestaruussarja la saison prochaine, les 2 derniers en Ykkonen.
| Rang | Équipe                  | Pts | J | G | N | P | Bp | Bc | Diff |
| ---- | ----------------------- | --- | - | - | - | - | -- | -- | ---- |
| 1    | KPT Kuopio (D2)         | 8   | 6 | 4 | 0 | 2 | 13 | 5  | +8   |
| 2    | TaPa Tampere (D2)       | 8   | 6 | 3 | 2 | 1 | 7  | 5  | +2   |
| 3    | Ponnistus Helsinki (D2) | 5   | 6 | 2 | 1 | 3 | 7  | 10 | -3   |
| 4    | TPV Tampere (D1)        | 3   | 6 | 1 | 1 | 4 | 4  | 11 | -7   |

## Bilan de la saison
| Championnat de Finlande de football 1971                  |                      |
| Champion                                                  | TPS Turku (6e titre) |
| Coupes et trophées                                        |                      |
| Vainqueur de la Coupe de Finlande 1971                    | MP Mikkeli           |
| Qualifications continentales                              |                      |
| Coupe d'Europe des clubs champions 1972-1973 Premier tour | TPS Turku            |
| Coupe des Coupes 1972-1973 Premier tour                   | MP Mikkeli           |
| Coupe UEFA 1972-1973 Premier tour                         | HJK Helsinki         |
| Promotions et relégations                                 |                      |
| Promus en Mestaruussarja                                  | KPT Kuopio           |
| Promus en Mestaruussarja                                  | TaPa Tampere         |
| Relégués en Ykkonen                                       | IKissat Tampere      |
| Relégués en Ykkonen                                       | OTP Oulu             |
| Relégués en Ykkonen                                       | MiPK Mikkeli         |
| Relégués en Ykkonen                                       | TPV Tampere          |